# ハレのちあした
『ハレのちあした』は、2023年4月3日から青森朝日放送（ABA）で放送されている夕方ワイド番組。

## 概要
青森朝日放送では、平日夕方の帯番組として過去に『アルベナ情報局』（2000年 - 2003年）が放送されていた が、2023年春の番組改編で帯番組としては20年ぶりに編成されることとなった。「青森のあしたをハレやかに」をコンセプトに、明日が待ち遠しくなるような楽しい情報や、青森の今が分かるニュースを届ける。

## 放送時間
16時台【県内情報】（主に祝日、年末年始、高校野球県予選期間には休止）
- 月曜 - 金曜：16時20分 - 16時45分（2023年春 - 秋）
- 月曜 - 金曜：16時20分 - 16時48分（2023年秋 - 、金曜は2024年3月まで）
- 金曜：16時00分 - 16時48分（2024年4月5日 - 9月27日）
  - 金曜: 16時48分 - 17時33分（2024年10月4日 - ）

17時台【ハレのちあした・全国ニュース】（テレビ朝日から『スーパーJチャンネル』を放送）
- 月曜 - 金曜：16時45分 - 18時15分（2023年春 - 秋）
- 月曜 - 木曜：16時48分 - 18時15分（2023年秋 - ）※2024年9月27日までは金曜日17時台も16時48分からフライングスタートで同時ネット）
- 金曜：17時33分 - 18時15分（2024年10月4日 - ）

18時台【ハレのちあした・県内ニュース】
- 月曜 - 金曜：18時15分 - 19時00分
- 2024年度は18時台のテーマ曲に五条院凌の「明日はお晴れ」が使用されていた。
- 2025年3月31日より県内ニュースは『スーパーJチャンネルあおもり』にリニューアルされるため、当番組から分離され単独番組となり、同時にローカルタイトルでの『スーパーJチャンネル』のタイトルが2年ぶりに復活する。

## 番組内容
- 16時台には主に青森県内のローカル情報を伝える。
- 18時台は青森県内のニュースや特集で構成されており、同時間帯で放送されていた『スーパーJチャンネルABA』（1997年 - 2023年）の機能を引き継いでいる。週末はローカル番組でのタイトル表示はないが、『ANNスーパーJチャンネル』の後半部分で青森県内のニュースを伝えている。
- 番組の後半ではプレゼント企画があり、2023年度には1文字ずつキーワードを足していき応募する仕組みであった。2024年4月からはメッセージテーマを設ける形になっている。

## 出演者
2024年4月現在
| 月曜                     | 火曜       | 水曜       | 木曜       | 金曜       |
| MC                       | MC         | MC         | MC         | MC         |
| ------------------------ | ---------- | ---------- | ---------- | ---------- |
| 水愛（ライスボール）     | 平沼日菜子 | 高坂大生   | d-iZe      | あべこうじ |
| リポーター               |            |            |            |            |
| （不在）                 | （不在）   | （不在）   | （不在）   | オダウエダ |
| 青森朝日放送アナウンサー |            |            |            |            |
| 坂本佳子                 | 坂本佳子   | 中村かさね | 中村かさね | 中村かさね |
| 藤原祐輝                 | 藤原祐輝   | 藤原祐輝   | 中井友紀   | 中井友紀   |
| 澤田愛美                 | 澤田愛美   | 澤田愛美   | 稲葉千秋   | 稲葉千秋   |